# Vojne oznake u OS RH
Vojne oznake u Oružanim snagama Republike Hrvatske su znak Oružanih snaga, oznake činova, dužnosti i pripadnosti granama, rodovima, službama i strukama, znakovi zapovjedništava, postrojba i ustanova te druge vojne oznake koje se mogu nositi na vojnim odorama.
Temeljne vojne oznake Oružanih snaga su:
- zastava Republike Hrvatske s natpisima "HRVATSKA" i "CROATIA"
- grb Oružanih snaga,
- znak Oružanih snaga,
- znaci grana Oružanih snaga za vojne kape, šešire ili beretke,
- oznake činova u Oružanim snagama.

Uz temeljne vojne oznake u Oružanim snagama i Ministarstvu obrane koriste se i sljedeće vojne oznake:
- znak Ministarstva obrane,
- znak Glavnog stožera Oružanih snaga,
- znakovi grana Oružanih snaga i cjelina iste razine, znakovi zapovjedništava, postrojbi i ustanova Oružanih snaga i Ministarstva obrane odnosno znakovi cjelina izvan Oružanih snaga u koje su raspoređene djelatne vojne osobe,
- znakovi rodova, službi ili struka Oružanih snaga,
- znakovi najviših dužnosti,
- značka dužnosti,
- oznake generala ili admirala,
- oznake kadeta,
- oznaka ili značka s prezimenom,
- značka vojne škole,
- značka vojnog zvanja,
- značka vojne vještine,
- značka inspektora obrane,
- značka Vojne policije,
- posebne oznake za nošenje na počasnoj ceremonijalnoj vojnoj odori,
- strane oznake.

## Temeljne vojne oznake
Zastava Republike Hrvatske s natpisima "HRVATSKA" i "CROATIA" je zastava Republike Hrvatske u umanjenom mjerilu s natpisom "HRVATSKA" iznad zastave i natpisom "CROATIA" ispod zastave. Oznaka je obrubljena zlatnim rubom. Zastava Republike Hrvatske s natpisima "HRVATSKA" i "CROATIA" nosi se samo na prikrivnoj odori.
Grb Oružanih snaga je grb Republike Hrvatske položen na zlatni zaobljeni štit. Grb Oružanih snaga sastavni je dio znaka Oružanih snaga, znakova grana Oružanih snaga koji se nose na vojnim kapama, šeširima ili beretkama te u drugim vojnim oznakama, a koristi se samostalno za kape prikrivnih odora.
Znak Oružanih snaga je ovalnog oblika obrubljen ovalnom vrpcom u kojoj je u gornjem dijelu ispisan tekst "REPUBLIKA HRVATSKA", a u donjem dijelu "ORUŽANE SNAGE". U središtu ovalnog dijela znaka, obrubljen tropletom nalazi se grb Oružanih snaga. Znak Oružanih snaga kao oznaku pripadnosti Oružanim snagama nose na vojnim odorama sve djelatne vojne osobe.
Znakove grana Oružanih snaga za vojne kape, šešire ili beretke nose sve vojne osobe ovisno o grani kojoj pripadaju.
Činovi u Oružanim snagama propisani su Zakonom o službi u Oružanim snagama Republike Hrvatske i nose ih sve vojne osobe koje ih imaju.

## Znakovi rodova, službi i struka Oružanih snaga
Znakove roda, službe ili struke Oružanih snaga nose vojnici, dočasnici te niži i viši časnici na gornjem dijelu suvratka kratkog kaputa službene i svečane vojne odore kao značke pripadnosti određenom rodu, službi ili struci. Sve značke rodova, službi i struka izrađene su od metala: za HKoV i HRM značke su pozlaćene, a za HRZ i PZO srebrno patinirane.

## Znakovi dužnosti u Oružanim snagama i Ministarstvu obrane
- Znak vrhovnog zapovjednika Oružanih snaga Republike Hrvatske
- Znakovi ministra obrane i načelnika Glavnog stožera Oružanih snaga Republike Hrvatske
- Znakovi zapovjednika grana i cjelina iste razine:
  - Znak zapovjednika HkoV-a
  - znak zapovjednika HRZ-a i PZO-a
  - znak zapovjednika HRM-a
  - znak ravnatelja Hrvatskog vojnog učilišta
  - znak zapovjednika Zapovjedništva za potporu
- Znakovi dužnosti u HRM-u
  - Znak zapovjednika broda
  - znak časnika palubne straže
  - znak časnika stroja

| Znakovi vrhovnog zapovjednika Oružanih snaga Republike Hrvatske, ministra obrane i načelnika GS OS RH |                          |                          |                 |                 |                 |                   |                   |                   |
| |                          |                          |                 |                 |                 |                   |                   |                   |
| Vrhovni zapovjednik OSRH                                                                              | Vrhovni zapovjednik OSRH | Vrhovni zapovjednik OSRH | Ministar obrane | Ministar obrane | Ministar obrane | Načelnik GS OS RH | Načelnik GS OS RH | Načelnik GS OS RH |

| Znakovi zapovjednika grana i cjelina iste razine |                    |                    |                   |                   |                   |                   |                   |                   |                   |
|                                                  |                    |                    |                   |                   |                   |                   |                   |                   |                   |
| Zapovjednik HKoV-a                               | Zapovjednik HKoV-a | Zapovjednik HKoV-a | Zapovjednik HRM-a | Zapovjednik HRM-a | Zapovjednik HRM-a | Zapovjednik HRZ-a | Zapovjednik HRZ-a | Zapovjednik HRZ-a |                   |
|                                                  |                    |                    |                   |                   |                   |                   |                   |                   |                   |
| Ravnatelj HVU-a                                  | Ravnatelj HVU-a    | Ravnatelj HVU-a    | Ravnatelj HVU-a   | Ravnatelj HVU-a   | Zapovjednik ZZP-a | Zapovjednik ZZP-a | Zapovjednik ZZP-a | Zapovjednik ZZP-a | Zapovjednik ZZP-a |

| Znakovi dužnosti u HRM-u |                   |                   |                       |                       |                       |               |               |               |
|                          |                   |                   |                       |                       |                       |               |               |               |
| Zapovjednik broda        | Zapovjednik broda | Zapovjednik broda | Časnik palubne straže | Časnik palubne straže | Časnik palubne straže | Časnik stroja | Časnik stroja | Časnik stroja |

## Oznake Vojnog ordinarijata u Republici Hrvatskoj
| Vojni ordinarijat        |                          |                          |                            |                            |                            |
|                          |                          |                          |                            |                            |                            |
| Biskup                   | Biskup                   | Generalni vikar          | Generalni vikar            | Uprava                     | Uprava                     |
|                          |                          |                          |                            |                            |                            |
| Biskup i generalni vikar | Biskup i generalni vikar | Biskup i generalni vikar | Uprava vojnog ordinarijata | Uprava vojnog ordinarijata | Uprava vojnog ordinarijata |

## Stare oznake dužnosti u Oružanim snagama RH
| Oznake dužnosti u Oružanim snagama RH |                     |                     |                     |                                         |                                         |                                         |                                         |                      |                      |                      |                      |
|                                       |                     |                     |                     |                                         |                                         |                                         |                                         |                      |                      |                      |                      |
| Ministar obrane                       | Ministar obrane     | Ministar obrane     | Zamjenik ministra   | Zamjenik ministra                       | Zamjenik ministra                       | Pomoćnik ministra                       | Pomoćnik ministra                       | Pomoćnik ministra    | Načelnik GS OS RH    | Načelnik GS OS RH    | Načelnik GS OS RH    |
|                                       |                     |                     |                     |                                         |                                         |                                         |                                         |                      |                      |                      |                      |
| Zapovjednik zbora                     | Zapovjednik zbora   | Zapovjednik zbora   | Zapovjednik zbora   | Zapovjednik pukovnije, brigade i zdruga | Zapovjednik pukovnije, brigade i zdruga | Zapovjednik pukovnije, brigade i zdruga | Zapovjednik pukovnije, brigade i zdruga | Zapovjednik bojne    | Zapovjednik bojne    | Zapovjednik bojne    | Zapovjednik bojne    |
|                                       |                     |                     |                     |                                         |                                         |                                         |                                         |                      |                      |                      |                      |
| Zapovjednik satnije                   | Zapovjednik satnije | Zapovjednik satnije | Zapovjednik satnije | Zapovjednik voda                        | Zapovjednik voda                        | Zapovjednik voda                        | Zapovjednik voda                        | Zapovjednik desetine | Zapovjednik desetine | Zapovjednik desetine | Zapovjednik desetine |

## Povezni članci
- Vojne odore u OSRH
- Činovi u Oružanim snagama Republike Hrvatske